# Canton de Plancoët
Le canton de Plancoët est une circonscription électorale française située dans le département des Côtes-d'Armor et la région Bretagne.

## Histoire
De 1833 à 1848, les cantons de Plancoët et de Plélan-le-Petit avaient le même conseiller général. Le nombre de conseillers généraux par département était limité à 30.
Un nouveau découpage territorial des Côtes-d'Armor entre en vigueur à l'occasion des élections départementales de mars 2015, défini par le décret du 13 février 2014, en application des lois du 17 mai 2013 (loi organique 2013-402 et loi 2013-403). Les conseillers départementaux sont, à compter de ces élections, élus au scrutin majoritaire binominal mixte. Les électeurs de chaque canton élisent au Conseil départemental, nouvelle appellation du Conseil général, deux membres de sexe différent, qui se présentent en binôme de candidats. Les conseillers départementaux sont élus pour 6 ans au scrutin binominal majoritaire à deux tours, l'accès au second tour nécessitant 12,5 % des inscrits au 1er tour. En outre la totalité des conseillers départementaux est renouvelée. Ce nouveau mode de scrutin nécessite un redécoupage des cantons dont le nombre est divisé par deux avec arrondi à l'unité impaire supérieure si ce nombre n'est pas entier impair, assorti de conditions de seuils minimaux. Dans les Côtes-d'Armor, le nombre de cantons passe ainsi de 52 à 27.
Le nouveau canton de Plancoët est formé de communes des anciens cantons de Plancoët (9 communes), de Plélan-le-Petit (8 communes) et de Ploubalay (1 commune). Le canton est entièrement inclus dans l'arrondissement de Dinan.

## Représentation

### Conseillers d'arrondissement (de 1833 à 1940)
| Période | Période      | Identité                                      | Étiquette   | Qualité                                                                       |
| --- | ------------ | --------------------------------------------- | ----------- | ----------------------------------------------------------------------------- |
| Les données manquantes sont à compléter.                                                                    |              |                                               |             |                                                                               |
| 1833 | 1839         | Casimir Beslay des Fougerays (1801-1877)      |             | Médecin à Plancoët                                                            |
| 1839 | 1845         | Alexis Morel (1787-1860)                      |             | Médecin, chirurgien, maire de Plancoët                                        |
| 1845 | 1885 (décès) | Charles Marie Joseph du Boishamon (1813-1885) | Légitimiste | Écrivain, propriétaire à Monchoix, maire de Pluduno                           |
| 1885 | 1895         | Paul du Breil de Pontbriand (1849-1896)       |             | Ancien lieutenant aux mobiles des Côtes-du-Nord Maire de Plancoët (1882-1896) |
| 1895 | 1905 (décès) | Louis de Malherbe                             | Droite      | Propriétaire du château de Levinais Maire de Plancoët (1896-1905)             |
| 1905 | 1913         | Auguste Dagorne (1866-1933)                   | Libéral     | Vétérinaire à Plancoët                                                        |
| 1913 | 1937         | Joseph Pilorge                                | Rad.        | Médecin Conseiller municipal de Corseul                                       |
| 1937 | 1940         | Francis Cade (1897-1956)                      | Rad.        | Maire de Plancoët (1936-1956)                                                 |
| Les conseils d'arrondissement ont été suspendus par la loi du 12 octobre 1940 et n'ont jamais été réactivés |              |                                               |             |                                                                               |

### Conseillers généraux de 1833 à 2015
| Période      | Période           | Identité                                                     | Étiquette          | Qualité |
| ------------ | ----------------- | ------------------------------------------------------------ | ------------------ | --- |
| 1833         | 1839              | Yves Moucet                                                  |                    | Notaire, propriétaire Maire de Plancoët (1818-1830) |
| 1839         | 1856 (décès)      | Marie-Ange Julien Charles Rioust de Largentaye               | Droite Monarchiste | Propriétaire, maire de Saint-Lormel Député des Côtes-du-Nord (1849-1851) |
| 1856         | 1883 (décès)      | Charles Julien Rioust de Largentaye (fils du précédent)      | Droite             | Propriétaire, maire de Saint-Lormel Député des Côtes-du-Nord (1871-1883) |
| 1884         | 1910              | Frédéric Rioust de Largentaye (fils du précédent)            | Droite             | Maire de Saint-Lormel Député des Côtes-du-Nord (1884-1910) |
| 1910         | 1936 (décès)      | Jean-Marie Chambrin                                          | Rad.               | Médecin Maire de Plancoët (1910-1914 et 1919-1936) |
| 1936         | 1940              | Victor Rouxel                                                | Rad.               | Négociant en bois à Corseul |
|              |                   |                                                              |                    | |
| 1945         | 1945 (annulation) | Victor Rouxel                                                | Rad.               | Négociant en bois à Corseul |
| 1945         | 1949              | Antoine Mazier                                               | SFIO               | Professeur Député des Côtes-du-Nord (1946-1958) Élu en 1958 dans le canton de Saint-Brieuc-Sud |
| 1949         | 1950 (décès)      | Victor Rouxel                                                | Rad.               | Négociant en bois à Corseul |
| 11 juin 1950 | 1970              | Charles Le Normand Comte de Lourmel du Hourmelin (1906-1998) | DVD                | Propriétaire à Planguenoual Vice-président du conseil général |
| 1970         | 1982              | Joseph Samson                                                | DVD                | Exploitant forestier Maire de Plancoët (1956-1983) |
| 1982         | 1988              | Marcel Villalon                                              | UDF-CDS            | Représentant Maire de Corseul (1983-1995) |
| 1988         | 2008              | Jean Gaubert                                                 | PS                 | Agriculteur-éleveur Député des Côtes-d'Armor (1985-1986, 1992-1993 et 1997-2012) Suppléant de Charles Josselin (1981-1986 et 1988-2002) Maire de Pluduno (1977-1997) Président de la CC de Plancoët Val d'Arguenon (2001-2002) |
| 2008         | 2015              | Philippe Meslay                                              | PS                 | Responsable d'un organisme de formation Premier adjoint au maire de Plancoët |

### Représentation après 2015
| Période élective | Période élective | Mandat | Mandat   | Identité              | Nuance | Nuance | Qualité |
| ---------------- | ---------------- | ------ | -------- | --------------------- | ------ | ------ | --- |
| 2015             | 2021             | 2015   | 2021     | Marie-Christine Cotin |        | DVD    | adjoint administratif de la fonction publique maire de Créhen 2ème Vice-Présidente du Conseil départemental (Insertion et emploi) |
| 2015             | 2021             | 2015   | 2021     | Michel Desbois        |        | DVD    | Officier sapeur-pompier professionnel maire de Saint-Méloir-des-Bois                                                              |
| 2021             | 2028             | 2021   | en cours | Marie-Christine Cotin |        | DVD    | Conseillère sortante |
| 2021             | 2028             | 2021   | en cours | Michel Desbois        |        | DVD    | Conseiller sortant |

### Résultats détaillés

#### Élections de mars 2015
À l'issue du 1er tour des élections départementales de 2015, deux binômes sont en ballottage : Marie-Christine Cotin et Michel Desbois (DVD, 40,7 %) et Pascale Guilcher et Philippe Meslay (Union de la Gauche, 38,77 %). Le taux de participation est de 57,5 % (8 241 votants sur 14 332 inscrits) contre 56,24 % au niveau départementalet 50,17 % au niveau national.
Au second tour, Marie-Christine Cotin et Michel Desbois (DVD) sont élus avec 55,2 % des suffrages exprimés et un taux de participation de 59,5 % (4 361 voix pour 8 527 votants et 14 331 inscrits).

#### Élections de juin 2021
Le premier tour des élections départementales de 2021 est marqué par un très faible taux de participation (33,26 % au niveau national). Dans le canton de Plancoët, ce taux de participation est de 41,95 % (6 259 votants sur 14 921 inscrits) contre 39,37 % au niveau départemental. À l'issue de ce premier tour, deux binômes sont en ballottage : Marie-Christine Cotin et Michel Desbois (DVD, 49,56 %) et Philippe Gelard et Estelle Hervé-Guillemot (DVG, 35,19 %).
Le second tour des élections est marqué une nouvelle fois par une abstention massive équivalente au premier tour. Les taux de participation sont de 34,3 % au niveau national, 40,31 % dans le département et 42,45 % dans le canton de Plancoët. Marie-Christine Cotin et Michel Desbois (DVD) sont élus avec 59,5 % des suffrages exprimés (3 518 voix pour 6 334 votants et 14 922 inscrits),,. 

## Composition

### Composition avant 2015

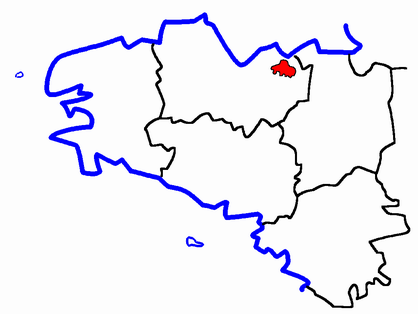
Situation du canton de Plancoët dans le département des Côtes-d'Armor avant 2015.

Le canton de Plancoët regroupait neuf communes.
| Nom                  | Code Insee | Codepostal | Superficie (km2) | Population (dernière pop. légale) | Densité (hab./km2) |
| -------------------- | ---------- | ---------- | ---------------- | --------------------------------- | ------------------ |
| Plancoët (chef-lieu) | 22172      | 22130      | 11,49            | 3 068 (2012)                      | 267                |
| Bourseul             | 22014      | 22130      | 22,23            | 1 123 (2012)                      | 51                 |
| Corseul              | 22048      | 22130      | 41,74            | 2 085 (2012)                      | 50                 |
| Créhen               | 22049      | 22130      | 18,21            | 1 711 (2012)                      | 94                 |
| Landébia             | 22096      | 22130      | 3,55             | 494 (2012)                        | 139                |
| Languenan            | 22105      | 22130      | 15,95            | 1 136 (2012)                      | 71                 |
| Pléven               | 22200      | 22130      | 9,73             | 567 (2012)                        | 58                 |
| Pluduno              | 22237      | 22130      | 28,32            | 2 143 (2012)                      | 76                 |
| Saint-Lormel         | 22311      | 22130      | 9,77             | 895 (2012)                        | 92                 |

### Composition à partir de 2015
Le canton de Plancoët comprend désormais 18 communes entières.
| Nom                              | Code Insee | Intercommunalité       | Superficie (km2) | Population (dernière pop. légale) | Densité (hab./km2) | Modifier                                    |
| -------------------------------- | ---------- | ---------------------- | ---------------- | --------------------------------- | ------------------ | ------------------------------------------- |
| Plancoët (bureau centralisateur) | 22172      | CA Dinan Agglomération | 11,49            | 3 095 (2022)                      | 269                | modifier les données · modifier les données |
| Bourseul                         | 22014      | CA Dinan Agglomération | 22,23            | 1 247 (2022)                      | 56                 | modifier les données · modifier les données |
| Corseul                          | 22048      | CA Dinan Agglomération | 41,74            | 2 270 (2022)                      | 54                 | modifier les données · modifier les données |
| Créhen                           | 22049      | CA Dinan Agglomération | 18,21            | 1 664 (2022)                      | 91                 | modifier les données · modifier les données |
| Landébia                         | 22096      | CA Dinan Agglomération | 3,55             | 442 (2022)                        | 125                | modifier les données · modifier les données |
| La Landec                        | 22097      | CA Dinan Agglomération | 7,59             | 749 (2022)                        | 99                 | modifier les données · modifier les données |
| Languédias                       | 22104      | CA Dinan Agglomération | 8,61             | 558 (2022)                        | 65                 | modifier les données · modifier les données |
| Languenan                        | 22105      | CA Dinan Agglomération | 15,95            | 1 160 (2022)                      | 73                 | modifier les données · modifier les données |
| Plélan-le-Petit                  | 22180      | CA Dinan Agglomération | 21,23            | 1 947 (2022)                      | 92                 | modifier les données · modifier les données |
| Plorec-sur-Arguenon              | 22205      | CA Dinan Agglomération | 13,65            | 445 (2022)                        | 33                 | modifier les données · modifier les données |
| Saint-Jacut-de-la-Mer            | 22302      | CA Dinan Agglomération | 2,92             | 909 (2022)                        | 311                | modifier les données · modifier les données |
| Saint-Lormel                     | 22311      | CA Dinan Agglomération | 9,77             | 883 (2022)                        | 90                 | modifier les données · modifier les données |
| Saint-Maudez                     | 22315      | CA Dinan Agglomération | 5,09             | 285 (2022)                        | 56                 | modifier les données · modifier les données |
| Saint-Méloir-des-Bois            | 22317      | CA Dinan Agglomération | 6,13             | 272 (2022)                        | 44                 | modifier les données · modifier les données |
| Saint-Michel-de-Plélan           | 22318      | CA Dinan Agglomération | 7,24             | 320 (2022)                        | 44                 | modifier les données · modifier les données |
| Trébédan                         | 22342      | CA Dinan Agglomération | 10,97            | 439 (2022)                        | 40                 | modifier les données · modifier les données |
| Val-d'Arguenon                   | 22237      | CA Dinan Agglomération | 38,05            | 2 814 (2022)                      | 74                 | modifier les données · modifier les données |
| Canton de Plancoët               | 2214       |                        | 244,42           | 19 499 (2022)                     | 80                 | modifier les données                        |

## Démographie

### Démographie avant 2015
| 1962   | 1968   | 1975   | 1982   | 1990   | 1999   | 2006   | 2011   | 2012   |
| ------ | ------ | ------ | ------ | ------ | ------ | ------ | ------ | ------ |
| 10 488 | 10 395 | 10 537 | 11 121 | 11 249 | 11 221 | 12 230 | 13 170 | 13 222 |

### Démographie depuis 2015
En 2022, le canton comptait 19 499 habitants, en évolution de +2,3 % par rapport à 2016 (Côtes-d'Armor : +1,78 %, France hors Mayotte : +2,11 %).
| 2013   | 2018   | 2022   |
| ------ | ------ | ------ |
| 18 901 | 18 989 | 19 499 |